# 21e cérémonie des Grammy Awards
La 21e cérémonie annuelle des Grammy Awards a eu lieu au Shrine Auditorium à Los Angeles le 15 février 1979.

## Palmarès
| Prix                      | Artiste          | Titre                |
| ------------------------- | ---------------- | -------------------- |
| Enregistrement de l'année | Billy Joel       | Just The Way You Are |
| Album de l'année          |                  | Saturday Night Fever |
| Chanson de l'année        | Billy Joel       | Just The Way You Are |
| Meilleur nouvel artiste   | A Taste of Honey | A Taste of Honey     |